# إيرين أميليا موراليس ماتشادو
إيرين أميليا موراليس ماتشادو (بالإسبانية: Irene Amelia Morales Machado)‏ هي متسابقة ملكة الجمال وعارضة فنزويلية، ولدت في 1945 في Achaguas ‏ في فنزويلا.